# Billy Hamilton
Billy Hamilton   (Belfast, 9 de maig de 1957) és un exfutbolista nord-irlandès de la dècada de 1980 i entrenador de futbol.
A nivell de club va destacar a Linfield, QPR, Burnley, Oxford United, Limerick, Sligo Rovers, Coleraine i Distillery.
Fou 41 cops internacional amb la selecció d'Irlanda del Nord amb la que participà en la Copa del Món de futbol de 1982 i la Copa del Món de futbol de 1986.